# Gran Premi d'Austràlia del 1999
Resultats del Gran Premi d'Austràlia de Fórmula 1 de la temporada 1999 disputat al circuit de Melbourne el 7 de març del 1999.

## Resultats
| Pos | No | Pilot                 | Equip                  | Voltes | Temps/ Retirada   | Pos. de sortida | Punts |
| --- | -- | --------------------- | ---------------------- | ------ | ----------------- | --------------- | ----- |
| 1   | 4  | Eddie Irvine          | Ferrari                | 57     | 1h 35' 01. 659    | 6               | 10    |
| 2   | 8  | Heinz-Harald Frentzen | Jordan - Mugen - Honda | 57     | + 1.027 s         | 5               | 6     |
| 3   | 6  | Ralf Schumacher       | Williams - Supertec    | 57     | + 7.012 s         | 8               | 4     |
| 4   | 9  | Giancarlo Fisichella  | Benetton - Playlife    | 57     | + 33.418 s        | 7               | 3     |
| 5   | 16 | Rubens Barrichello    | Stewart - Ford         | 57     | + 54.698 s        | 4               | 2     |
| 6   | 14 | Pedro de la Rosa      | Arrows                 | 57     | + 1' 24. 317 min. | 18              | 1     |
| 7   | 15 | Toranosuke Takagi     | Arrows                 | 57     | + 1' 26. 288 min. | 17              |       |
| 8   | 3  | Michael Schumacher    | Ferrari                | 56     | + 1 Volta         | 3               |       |
| Ret | 23 | Ricardo Zonta         | BAR - Supertec         | 48     | Caixa canvi       | 19              |       |
| Ret | 20 | Luca Badoer           | Minardi - Ford         | 42     | Caixa canvi       | 21              |       |
| Ret | 10 | Alexander Wurz        | Benetton - Playlife    | 28     | Suspensions       | 10              |       |
| Ret | 12 | Pedro Diniz           | Sauber - Petronas      | 27     | Transmissió       | 14              |       |
| Ret | 21 | Marc Gené             | Minardi - Ford         | 25     | Col·lisió         | 22              |       |
| Ret | 19 | Jarno Trulli          | Prost - Peugeot        | 25     | Col·lisió         | 12              |       |
| Ret | 18 | Olivier Panis         | Prost - Peugeot        | 23     | Rodes             | 20              |       |
| Ret | 1  | Mika Häkkinen         | McLaren - Mercedes     | 21     | Accelerador       | 1               |       |
| Ret | 5  | Alessandro Zanardi    | Williams - Supertec    | 20     | Virolla           | 15              |       |
| Ret | 2  | David Coulthard       | McLaren - Mercedes     | 13     | Hidràulics        | 2               |       |
| Ret | 22 | Jacques Villeneuve    | BAR- Supertec          | 13     | Trencament aleró  | 11              |       |
| Ret | 11 | Damon Hill            | Jordan - Mugen - Honda | 0      | Col·lisió         | 9               |       |
| Ret | 11 | Jean Alesi            | Sauber - Petronas      | 0      | Caixa canvi       | 16              |       |
| NVS | 17 | Johnny Herbert        | Stewart - Ford         | 0      | Foc               | 13              |       |

## Altres
- Pole:  Mika Häkkinen 1' 30. 462s

- Volta ràpida:  Michael Schumacher 1' 32. 112s (a la volta 55)